# 各地国际收支列表

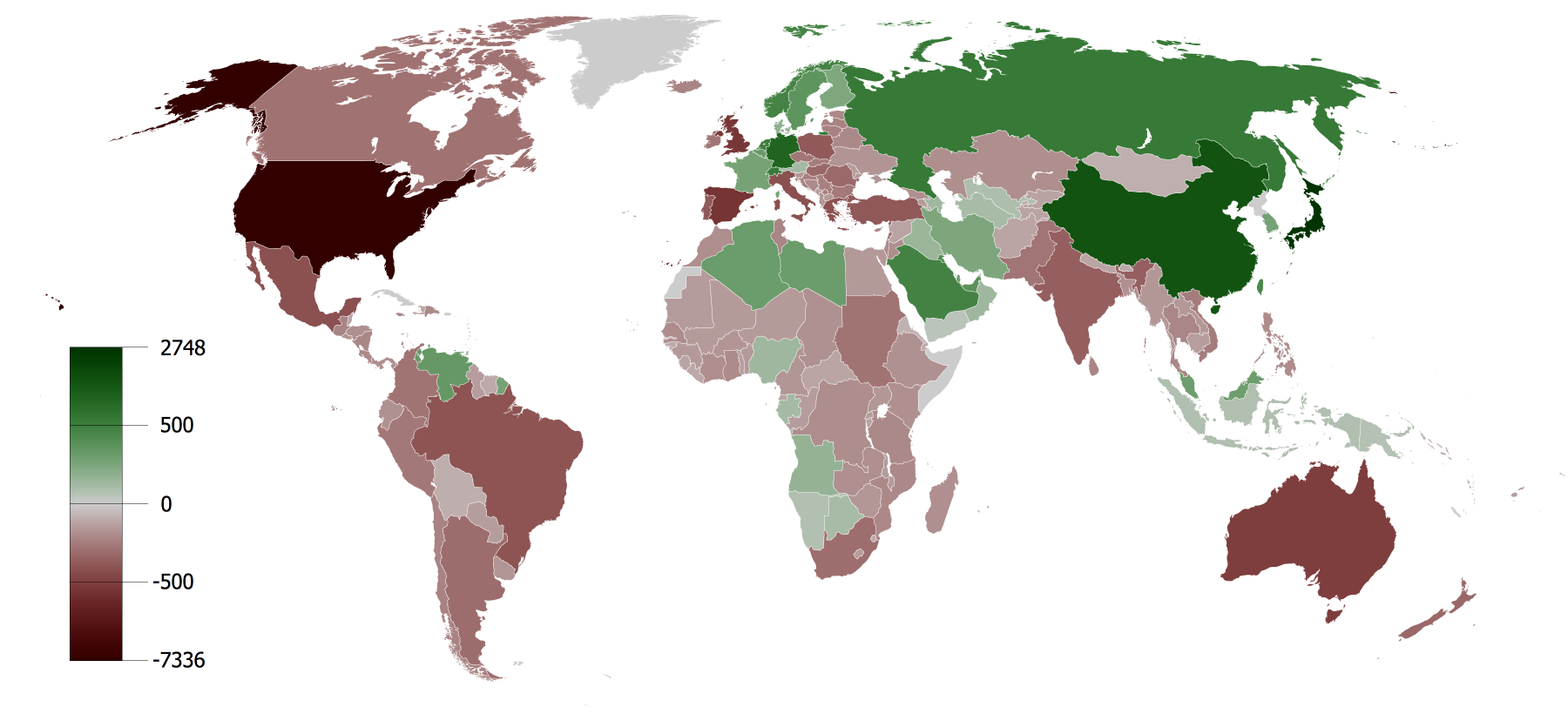
国际收支顺差的国家或地区（綠色）及国际收支逆差的国家或地区（褐色）

各地國際收支列表列出世界上各經濟體的國際收支數字，此統計數字反映的是一国一定时期内全部涉外经济交易的总和，為總體經濟重要指標之一，常用來做為经济政策和业务决策的參考。

## 國際收支
國際收支計算一国或地区在一定时期内所有涉外经济交易总和，反映的是「一国居民与非居民之间的交易」，若各个國家或地区以同一標準化的记录原则和分类标准來記錄及計算一国或地区的对外经济状況，則同一时期下的各國各地区国际收支就具有可比性，允許经济学家、工商业者、政府部门等用以分析统计、制定相關政策及决策。
国际收支順逆差對一个國家或地区的货币政策有影響。由於世界貿易環境的變化，跨國公司貿易對經濟體及的國際收支有重要影響。

## 列表
常見的總體經濟數據庫來源有国际货币基金组织等組織提供的數字，以下分別列出国际货币基金组织提供的世界經濟展望數據庫（英語：IMF World Economic Outlook (WEO) Databases）及美國中央情报局提供的CIA世界概况有關世界各國与地区的国际收支數字。